# Carl Stjern

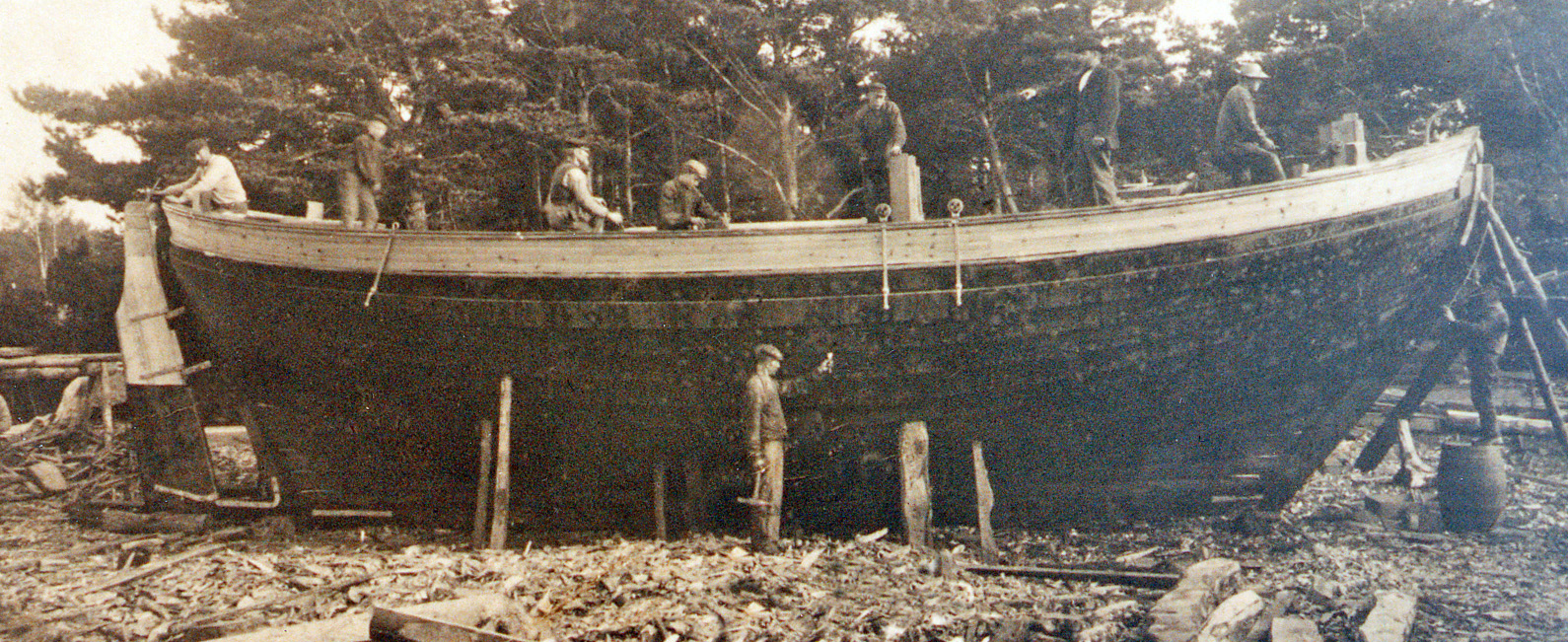
Elsa av Stömstad förbereds för sjösättning. Carl Stjern är andre man från höger på fördäck, han som pekar. Bilden är tagen på Galtö 1907.

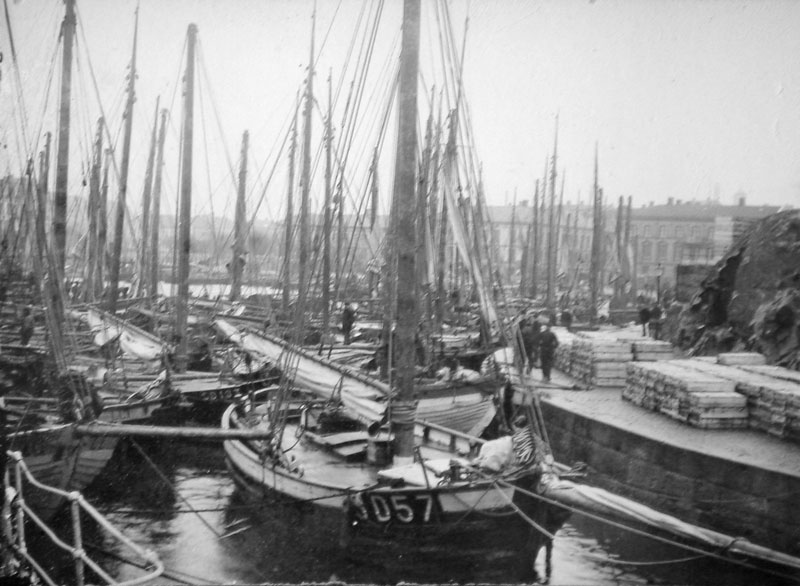
Fiskejakten SD57 Elida i Strömstad. Byggd av Carl Stjern på Havsten. Bilden är tagen ungefär 1910.

Carl Alfred Fredriksson-Stjern, född 1857 i Kville socken i Bohuslän, död 1934 på Galtö i Lurs socken i Bohuslän, var en svensk båtbyggare. 
Carl Stjern flyttade i ungdomen till Orust, troligen till Kungsviken. Där arbetade han vid olika båtbyggerier. Han anses ha bordfyllt ett 25-tal jakter under sin tid på Orust. Jakterna användes för fiske eller som fraktfartyg eller omväxlande för dessa uppgifter.
När Stjern kom tillbaka till norra Bohuslän från Orust, bosatte han sig först på Resö. Men något senare flyttade han till Galtö innanför Resö. På Galtö hade Stjern hittat, dels en bra plats för sitt båtbyggande, dels sin blivande hustru, Lina (Aqvelina Kunigunda Alexandersdotter) född 1862. De  gifte sig 1884.
Båtbyggeriet förlades till Galtös sydvästra strand på ett flackt område med jämn sjöbotten utanför. Varvet var beläget öster om Ladholmen (koordinater: 58°48′55.89″N 11°12′32.73″Ö / 58.8155250°N 11.2090917°Ö). Det första Galtöbygget blev Albertina, en jakt på 42 fot. Samtliga byggen på Galtö kom att göras under bar himmel, så var vanligast på den tiden. Samtliga Stjerns byggen hade klinkbyggt skrov.
Stjern växlade mellan att bygga jakter på Galtö, på varven på Orust samt på olika platser i norra Bohuslän i anslutning till beställarens hemort. Ett väldokumenterat Orustbygge av Carl Stjern är en 45-fots fraktjakt, Vega, byggd 1892 för leverans till Skärhamn. Vega har blivit uppmätt två gånger, 1923 och 1931. Uppmätningsritningarna finns bevarade. Ritningar var annars inget som dåtidens båtbyggare i regel använde.
Stjern levererade sitt sista nybygge från Galtö år 1931 eller 1932, men han fortsatte med att reparera båtar på Galtö till augusti 1934.